# Псебайское городское поселение

Псебайское городское поселение — муниципальное образование в составе Мостовского района Краснодарского края России. 
Административный центр — посёлок городского типа Псебай.
Городское поселение образовано законом от 16 сентября 2004 года. В рамках административно-территориального устройства Краснодарского края ему соответствует поселковый округ (пгт с подчинёнными ему 4 сельскими населёнными пунктами).

## География
Является самым южным в районе. Граничит на востоке с Карачаево-Черкесией, а через обширные горные местности на юго-западе — с городским округом Сочи, на юге — с Абхазией. 
На западе примыкает к Баговскому, на севере — к Бесленеевскому и Шедокскому, на северо-востоке — к Андрюковскому сельским поселениям (сельским округам) Мостовского района.

## Население
| 2010    | 2012    | 2013    | 2014    | 2015    | 2016    | 2017    |
| ------- | ------- | ------- | ------- | ------- | ------- | ------- |
| 11 367  | ↘11 282 | ↘11 231 | ↘11 148 | ↘11 126 | ↗11 151 | ↘11 110 |
| 2018    | 2019    | 2020    | 2021    | 2023    |         |         |
| ↘11 017 | ↘11 011 | ↘10 893 | ↗11 060 | ↘10 867 |         |         |

## Населённые пункты
В состав городского поселения (поселкового округа) входят 5 населённых пунктов:
| № | Населённый пункт | Тип населённого пункта  | Население (чел.) | Доля от населения (%) |
| - | ---------------- | ----------------------- | ---------------- | --------------------- |
| 1 | Псебай           | посёлок городского типа | ↘10 473          | 96,37 %               |
| 2 | Бурный           | посёлок                 | ↘34              | 0,31 %                |
| 3 | Кировский        | посёлок                 | ↘3               | 0,03 %                |
| 4 | Никитино         | посёлок                 | ↘24              | 0,22 %                |
| 5 | Перевалка        | посёлок                 | ↘467             | 4,3 %                 |